# Indian Super League Hero of the League
L'Indian Super League: Hero of the League è un premio annuale assegnato al miglior giocatore durante una stagione della Indian Super League (ISL). Al vincitore viene dato il Pallone d'Oro. Il premio è stato consegnato per la prima volta dopo la stagione inaugurale della lega nel 2014. L'attuale detentore è Dimitri Petratos del Mohun Bagan SG che ha vinto il premio dopo la stagione 2023-2024.
Il primo vincitore del premio fu Iain Hume dei Kerala Blasters. l'FC Goa è l'unico club con due giocatori premiati. Sunil Chhetri è il primo indiano ad aver vinto l'Hero of the League nella stagione 2017-18.

## Albo d'oro
| Stagione  | Nazione              | Giocatore             | Squadra         |
| --------- | -------------------- | --------------------- | --------------- |
| 2014      | Canada (bandiera)    | Iain Hume             | Kerala Blasters |
| 2015      | Colombia (bandiera)  | Stiven Mendoza        | Chennaiyin      |
| 2016      | Francia (bandiera)   | Florent Malouda       | Delhi Dynamos   |
| 2017-2018 | India (bandiera)     | Sunil Chhetri         | Bengaluru       |
| 2018-2019 | Spagna (bandiera)    | Ferran Corominas      | FC Goa          |
| 2019-2020 | Francia (bandiera)   | Hugo Boumous          | FC Goa          |
| 2020-2021 | Figi (bandiera)      | Roy Krishna           | ATK Mohun Bagan |
| 2021-2022 | Scozia (bandiera)    | Greg Stewart          | Jamshedpur      |
| 2022-2023 | India (bandiera)     | Lallianzuala Chhangte | Mumbai City     |
| 2023-2024 | Australia (bandiera) | Dimitri Petratos      | Mohun Bagan SG  |
| 2024-2025 | Marocco (bandiera)   | Alaeddine Ajaraie     | NorthEast Utd   |

## Statistiche della Indian Super League

### Vincitori Hero of the League per squadra
| Titoli | Squadra                         | Stagioni             |
| ------ | ------------------------------- | -------------------- |
| 2      | FC Goa                          | 2018-2019, 2019-2020 |
| 2      | ATK Mohun Bagan/ Mohun Bagan SG | 2020-2021, 2023-2024 |
| 1      | Kerala Blasters                 | 2014                 |
| 1      | Chennaiyin                      | 2015                 |
| 1      | Delhi Dynamos                   | 2016                 |
| 1      | Bengaluru                       | 2017-2018            |
| 1      | Jamshedpur                      | 2021-2022            |
| 1      | Mumbai City                     | 2022-2023            |
| 1      | NorthEast Utd                   | 2024-2025            |

### Vincitori Hero of the League per nazione
| Titoli | Nazione   |
| ------ | --------- |
| 2      | Francia   |
| 2      | India     |
| 1      | Canada    |
| 1      | Colombia  |
| 1      | Spagna    |
| 1      | Figi      |
| 1      | Scozia    |
| 1      | Australia |
| 1      | Marocco   |